# Sebastião de Xoa
Sebastião (Sebestyanos; reino de ca.1703 - ca.1718) foi um governante de Xoa, um importante nobre da etnia Amhara, na Etiópia. Ele era um dos filhos de Negassie Krestos. Há controversas sobre a duração deste governo, cujos relatos variam de 15 a 33 anos 
Negrassie Krestos nomeou como herdeiro seu o filho mais velho Akawa como herdeiro de seu trono. Sebastião receberia sua lança, seu sabre de prata e seu escudo. Terras e dinheiro iriam para seus outros filhos. No entanto, seca e fome afligiram Xoa, a nobreza destituiu Akawa em favor de seu filho Daña. Temendo as lutas internas que seguramente se seguiriam, Sebastião deixou Menz e fugiu para a segurança de Merhabete, onde serviu como governante. Neste interim, a insatisfação com seu irmão Daña crescia, o que atraiu Sebastião de volta a Menz. Suas vitórias sobre os Oromo tornaram um confronto com seu irmão inevitável. Sebastyanos derrotou Daña e se proclamou governante de Menz.
Durante seu reino, Xoa expandiu significativamente as fronteiras com vitórias sobre os rivais Oromo. Como resultado, ele fundou um número de cidades, incluindo Doqaqit, 'Ayne, e Eyabar.
Embora seu pai Negassie Krestos não conseguiu receber o título de Meridazmach do Imperador Iyasus I, Sebastião assumiu o título. Ele continuou as conquistas de seu pai em Yifat.
Sebastião faleceu por um acidente "curioso". Seu filho Qedami Qal estava reconstruindo algumas das igrejas destruídas por Ahmad Gragn, uma das quais havia sido dedicada a São Miguel, em Doqaqit. Uma parte da cerimônia requiria que um tabot de uma igreja em 'Ayne, onde seu pai estava, fosse levada até Doqaqit, o que foi feito secretamente. Sebastião considerou este fato um ato de rebelião e partiu em missão para capturar e punir seu filho. No entanto, durante o confronte um dos servos de Qedami Qal's matou acidentalmente o Meridazmach.